# Шанхайский всемирный финансовый центр

Шанхайский всемирный финансовый центр среди ночного городского ансамбля небоскребов

Шанхайский всемирный финансовый центр (кит. 上海环球金融中心; англ. Shanghai World Financial Center) — небоскрёб в Шанхае, строительство которого было завершено летом 2008. Высота центра составляет 492 м, таким образом, это двенадцатый по высоте небоскрёб в мире и шестой по высоте в Азии (на 2015 год). Построила башню японская компания Mori Building Corporation. Главный дизайнер проекта — Дэвид Малотт (David Malott) из нью-йоркской компании Kohn Pedersen Fox. Неофициальное название здания — «открывашка».

## Проект здания
Строительство здания активно поддерживал японский магнат Минору Мори, поэтому небоскреб неофициально носит его имя. Первый камень был заложен 27 августа 1997 года, но из-за финансового кризиса 1998 года строительство растянулось на десять лет. Сам процесс  строительства занял четыре года, т.к. активное финансирование началось в 2003 году, еще год потребовался на внутреннюю отделку и установку коммуникаций.
В 2003 году были внесены изменения  в проект, в частности,  компанией-разработчиком  Мори Груп была увеличена высота здания до 492 м.  и количество этажей до 101 , от первоначальных 460 и 94 соответственно.
Также, в 2005 году была изменена форма окна на вершине здания, предназначенного для уменьшения сопротивления воздуха. Первоначально предполагалось окно округлой формы 46 м. в диаметре. Однако этот дизайн вызвал большие протесты со стороны китайцев, включая и мэра Шанхая, который считал, что это очень похоже на восходящее солнце на флаге Японии. Круглое отверстие было заменено на трапециевидное, что удешевляло конструкцию и упрощало реализацию проекта.
Инвесторы хотели увеличить высоту здания установкой на него шпиля, чтобы побить рекорд высоты Тайбэй 101 (509,2 м.), однако архитектор Вильям Педерсен  и  разработчик Минору Мори выступили против добавления шпиля на здание, объяснив что такому величественному зданию как SWFC вполне достаточно существующих размеров.
Площадь здания составляет 377 300 м², имеется 31 высокоскоростной  лифт и 33 эскалатора.

## Особенности здания
Здание прошло все проверки на сейсмоустойчивость и может выдержать землетрясение до семи баллов.
В связи с этим было использовано три варианта спасения людей: по защищённым лестницам в середине здания, спуск на лифтах, расположенных по бокам здания, а также защищённые этажи.
Защищённый этаж находится на каждом двенадцатом этаже здания. Он предназначен для укрытия людей от пожара до прибытия спасателей. Каждый такой этаж имеет собственный усиленный железобетонный каркас, что делит все здание на секции, и повышает его прочностные свойства. Эти этажи укреплены огнеупорной сталью, также на этих этажах стеклянные окна, которые возможно разбить для доступа воздуха в помещение.
3 подземных уровня в небоскребе занимает автопаркинг.
- 1—5 этажи — конференц-залы, магазины, рестораны.
- 7—77 этажи — офисы различных компаний, например Tomson Group Ltd. купила 72 этаж, исключением является 29-й этаж, на котором находится Shanghai World Financial Culture & Media Center. В целом в офисах здания работает около 12 тысяч служащих.[4]
- 79—85 этажи — располагается отель Park Hyatt Shanghai на 174 номера.
- 86 этаж — находятся конференц-зал и 8 банкетных залов.
- 87—93 этажи — рестораны.
- 94—100 этажи — смотровые площадки и выставочные площади. Самая высокая смотровая площадка небоскреба, оборудованная с соблюдением всех норм безопасности, находится на высоте 474 метра.

## Рекорды, установленные зданием
- обладатель самой высокой смотровой площадки в мире, расположенной на 100 этаже здания (472 метра над землёй);
- лучший небоскреб мира 2008 года[5].